# Luci Semproni Atratí
Luci Semproni Atratí (llatí: Lucius Sempronius Atratinus), va ser un magistrat romà. Formava part dels Atratí, una branca de la gens Semprònia.
Era germà d'Aulus Semproni Atratí el jove. Va ser cònsol l'any 444 aC, quan els tribuns consulars, entre els quals hi havia el seu germà, que havien estat elegits aquell any van haver de dimitir a causa d'uns auspicis negatius. Va ser censor l'any 443 aC juntament amb Luci Papiri Mugil·là. Van ser els dos primers que van exercir aquest càrrec.